# Magnetovec
Der Magnetovec (deutsch Spitzberg) ist ein 520 m hoher Berg bei Velké Březno (Großpriesen) im Böhmischen Mittelgebirge in Tschechien. Die Südseite des Berges wurde am 27. April 1992 auf 6,3 Hektar als Naturdenkmal Skalní hřib unter Naturschutz gestellt.

## Lage und Umgebung
Der Magnetovec befindet sich rechtsseitig des Tals des Homolský potok (Hummelbach) zwischen den Ortsteilen Velichov (Welchen) und Byňov (Binowe). 
Als Besonderheit steht an seinem Südhang ein 8 m hoher steinerner Pilz (tschechisch: Skalní hřib). Der aus Basanit bestehende Gesteinsblock entstand durch zwei Lavaeruptionen. Der untere Teil ist poröser und verwitterte zum Stiel, während der obere Pfropfen aus festem Material den Pilzhut bildet.

## Wege zum Gipfel
Im Jahre 2002 wurde im Anschluss an die grün markierte Wanderroute von Velké Březno ein über den Berg verlaufender Rundwanderweg eingerichtet, welcher auch am Naturdenkmal Skalní hřib vorbeiführt. 